# Antonio Negri
Antonio Negri (født 1. august 1933 i Padua, Italien, død 16. december 2023) var en politisk filosof fra Italien.
Negri er internationalt formentlig bedst kendt for sit samarbejde med Michael Hardt om bøgerne Imperiet (2000), Multitude (2003), Commonwealth (2009) og Declaration (2012) og hans arbejder om Spinoza. Han blev politisk og filosofisk professor ved fødebyens universitet. Fra midten af 1960'erne og frem var Negri en fremtrædende skikkelse i den autonome marxisme i Italien, som også tæller tænkere som Raniero Panzieri (en) og Mario Tronti (sv). Negri medstiftede Potere Operaio-gruppen (Arbejderes Magt) i 1969 og var ledende medlem af det marxistiske Autonomia. I de tidlige 1980'ere blev han tiltalt for at være udtænkeren af attentatet i maj 1978 mod lederen af det Kristen-Demokratiske Partis Aldo Moro. Senere blev Negri dog renset for alle tiltaler for forbindelse til De Røde Brigader, der stod bag attentatet. Dog blev han idømt en lang fængselsdom under den kontroversielle tiltale "åndelig forbindelse og opstand mod staten" (italiensk: crimini di associazione a delinquere e insurrezione contro lo Stato). Negri gik i eksil i Frankrig og underviste på Université de Vincennes (ofte omtalt Paris-VIII) og Collège International de Philosophie sammen med Michel Foucault og Gilles Deleuze. Sammen med andre marxistiske filosoffer og økonomer grundlagde han tidsskriftet Multitudes, som har været et vigtigt miljø for videreudviklingen af Negris autonome marxisme. I 1997 vendte han frivilligt tilbage til Italien for at udstå resten af sin straf. Han opholdt sig siden skiftevis i Rom, Venedig og Paris.